# Бельгийская революция
Бельгийская революция — конфликт 1830 года, приведший к отделению Южных провинций от Объединённого королевства Нидерландов и возникновению независимого Королевства Бельгия. Преимущественно католические частично франкоязычные, частично нидерландскоязычные южные части Нидерландского королевства выступили против господства протестантских Северных провинций. В ходе восстания в августе и сентябре 1830 года фламандская и валлонская части отделились от Нидерландов и образовали Бельгийское королевство. Лишь меньшая часть Люксембурга оставалась до 1890 года в личной унии с Нидерландами.
В XIV—XVI веках Северные и Южные провинции составляли Бургундские Нидерланды, позже Испанские Нидерланды. В ходе религиозного раскола и Восьмидесятилетней войны кальвинистский север освободился от господства Испании и образовал Республику Соединённых провинций. По решению Венского конгресса 1815 года северные и южные провинции были вновь объединены вместе с Льежским епископством и великим герцогством Люксембург в Объединённое королевство Нидерланды. Однако накопившиеся на протяжении 250 лет различия в культурном, религиозном и экономическом развитии различных частей нового королевства привели к крупным разногласиям, которые вскоре вылились в революцию.

## Бельгия и Нидерланды до 1815 года
Территории сегодняшних Бельгии, Нидерландов и Люксембурга объединяет общая история. С XIV по XVI век территории за исключением Льежского епископства в составе Бургундских Нидерландов являлись частью Священной Римской империи. При этом ведущую культурную и экономическую роль занимали Фландрия и Брабант. В 1555 году Нидерланды перешли в руки испанского короля Филиппа II (Испанские Нидерланды).
В этот период нидерландоязычные провинции были охвачены идеей кальвинизма, что привело к религиозному расколу и последующией Нидерландской революции, в результате которой была признана независимость Республики Соединённых провинций от Испанской империи в 1581 году. Южные части Нидерландов остались во власти абсолютистской Габсбургской монархии, в то время как северные территории переживали небывалый расцвет за счёт иммиграции многочисленных художников, торговцев и учёных. Испанские Нидерланды были местом проведения многочисленных военных действий и в результате Войны за испанское наследство были отданы австрийской династии Габсбургов в 1714 году (Австрийские Нидерланды).

Объединённое королевство Нидерланды, 1815—1830 годы

В ходе восстания в 1790 году южные части Нидерландов образовали независимые Бельгийские соединённые штаты. Государство просуществовало менее года, но явилось истоком «бельгийской нации». По решению Кампо-Формийского мира в 1797 году как австрийские, так и северные части Нидерландов перешли на 20 лет во владения Франции. Несмотря на первоначальные протесты завоеванных территорий, Франция оказала значительное влияние на культуру и язык будущих бельгийцев.

## Объединённое королевство Нидерланды, 1815—1830 годы
Венский конгресс 1815 года определил новые границы европейских государств. Северные и южные Нидерланды, Люксембург и Льеж составили унитарное государство Объединённое королевство Нидерланды, однако разногласия между севером и югом привели в скором времени к конфликтам. На протяжении предыдущих более чем двух веков эти части развивались независимо друг от друга. Несмотря на малочисленность населения (2 млн) в сравнении с южными провинциями (3,5 млн), север занял доминирующую позицию. Валлоноязычная часть католических южных провинций не захотела перенимать нидерландский язык и чужую религию. В революционно настроенной Европе того времени восстание оказалось неизбежным.

## Революция 1830 года
Июльская революция во Франции вызвала волнения на территории Объединённого королевства. Отправной точкой революции послужила постановка оперы «Немая из Портичи» в брюссельском Ла Монне 25 августа 1830 года к юбилею Виллема I. Националистический настрой, переданный постановкой, охватил брюссельцев. Сначала мятежники захватили Дворец правосудия, затем были совершены нападения на дома министра ван Маанена, отвечавшего за языковую политику Нидерландов, и издателя Либри-Баньяно. Также была сожжена государственная типография. С 27 августа подобные беспорядки произошли и в других городах: Намюр, Льеж, Юи, Лёвен, Монс, Вервье.
Вдохновленная поддержкой бельгийцев, группа брюссельцев потребовала у Виллема I отставки ван Маанена 28 августа. Речи о независимости Бельгии от Нидерландов пока не было. Над Собранием был поднят новый бельгийский флаг. Цвета были взяты с флага Брабантской революции, но в вертикальном расположении подобно французскому триколору. После объявления независимости Бельгии этот флаг стал национальным символом королевства.
Виллем I хоть и оставил попытки внедрить повсеместно нидерландский язык, но не давал свободу слова и был против проведения государственной реформы. Король послал своего сына Виллема II в Брюссель для переговоров, в то время как его другой сын Фридрих остановился с шеститысячным войском в Вилворде, что было негативно воспринято народом. Виллем I не захотел удовлетворять требования о налоговом разделении Бельгии и Нидерландов.
В сентябре беспорядки в Брюсселе приняли угрожающий характер. За короткий промежуток времени возникли фрайкоры. 23 сентября в Брюссель вошла 12-тысячная армия, что вызвало ещё большее недовольство населения, к которому также присоединились добровольцы из других городов и заграничные легионы. После четырёхдневных сражений в ночь 26-27 сентября нидерландская армия была вынуждена начать отступление. Потери обеих сторон составили 1200 убитых и множество раненых. Поскольку нидерландские войска на 2/3 состояли из солдат южных провинций, заразившихся духом революции, армия быстро распалась. К концу октября практически вся территория Бельгии была захвачена фрайкором.

## Образование нового государства
Уже во время сражений 23 сентября было создано Собрание, состоявшее из уважаемых жителей Брюсселя. Комитет состоял из девяти человек и перенял роль временного правительства Бельгии. 4 октября комитет объявил независимость бельгийских провинций и через два дня назначил комиссию по созданию конституции, членов суда и органов управления.
3 ноября состоялись выборы в Национальный конгресс. Право голоса получили лишь 46000 налогоплательщиков мужского пола старше 25 лет, что составило 1 % населения. Первое заседание нового Национального конгресса в составе 200 человек состоялось 10 ноября. На нём была утверждена независимость бельгийских провинций за исключением Люксембурга, находившегося в составе Германского союза. Конгресс просуществовал до первых выборов парламента 8 сентября 1831 года. Регентом стал президент конгресса Сюрлэ де Шокье.

### Конституция
Важнейшим заданием Национального конгресса было создание Конституции для нового государства. Образцом выступил набросок комиссии под руководством барона Герлаха. Другими членами комиссии были молодые юристы Поль Дево, Жозеф Лебо, Жан-Батист Нотомб и Шарль де Брукер. 7 февраля 1831 года конституция была принята с небольшими изменениями.
Бельгийская конституция объединила в себе идеи французских конституций 1791, 1814 и 1830 годов, нидерландской конституции 1815 года и английского государственного права. Главным принципом бельгийской конституции стало разделение властей между законодательной, исполнительной и судебной ветвями. Фактическим главой государства был назван парламент, состоящий из двух палат.
Король и министры назначались исполнительной властью, при этом королевская власть была сильно ограничена: ни один закон, принятый королём, не был действительным без подписи одного из министров. Суды стали независимыми, заседания должны были проходить открытыми для публики. Жителям Бельгии были гарантированы права человека, как равенство перед законом, право на свободу, частную собственность, свободу слова. Однако избирательное право содержало ряд ограничений.
Несмотря на ограничения избирательного права, бельгийская конституция считалась наиболее прогрессивной и либеральной на момент создания. Бельгия стала первым государством с формой правления парламентарная монархия. Конституция Бельгии оказала большое влияние на конституции Нидерландов, Люксембурга и Сардинского королевства 1848 года и прусскую конституцию 1850 года. Испанская конституция 1837 года, греческая 1844—1864 годов, румынская 1866 года представляют собой практически идентичные копии бельгийской. В Бельгии конституция 1831 года действует по сей день.

## Суверенитет Бельгии

### Лондонская конференция

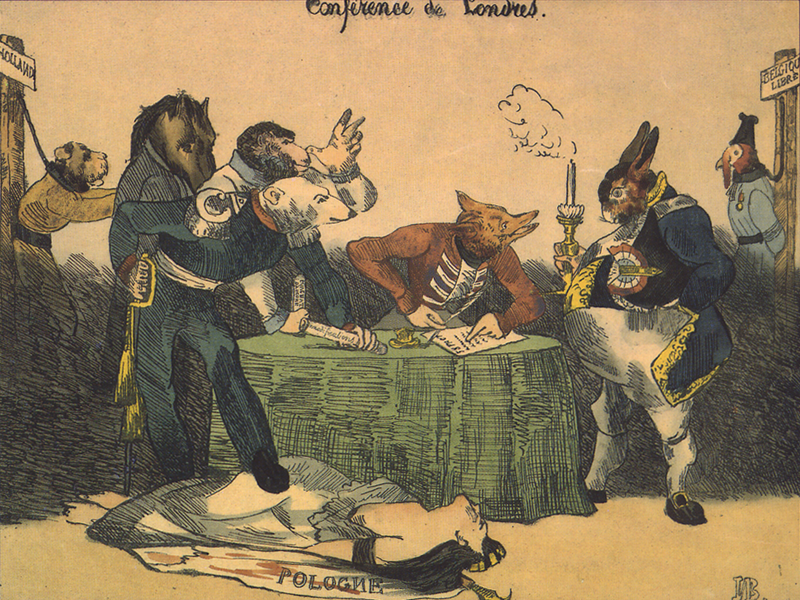
Карикатура Домье «Лондонская конференция»: конь — Пруссия, медведь — Россия, обезьяна — Австрия, лисица — Британия, кролик — Франция, индюк — Бельгия, собака — Голландия, женщина на полу — Польша, восстание в которой было подавлено Россией в 1831 г.

Так как и для Великобритании, и для Пруссии было невыгодно укрепление позиций Франции, обе державы выступили за независимость Бельгии на Лондонской конференции 1830 года. Против интересов французского дипломата Талейрана выступил британский министр иностранных дел лорд Пальмерстон, напомнив о праве народов на самоопределение. 20 декабря 1830 года европейские державы объявили независимость нового государства и регламентировали выплату долгов. Бельгия должна была заплатить 51,6 % долгов и перенять годовой долг в размере 14 миллионов гульденов. За это Нидерланды были обязаны предоставить Бельгии доступ к порту Антверпена через Шельду и к торговым рынкам нидерландских колоний.
Граница между Бельгией и Нидерландами должна была проходить так, как в 1790 году, что обозначало, что Бельгия должна была отдать часть Лимбурга и Люксембург Нидерландам. Однако Бельгия отказалась подписывать протокол на данных условиях, что привело к пересмотру договора. Так как дипломаты хотели предотвратить войну в Европе любой ценой, Бельгии пошли навстречу. Вопрос о принадлежности Маастрихта и Люксембурга Бельгии остался открытым, размер долга был также пересмотрен.

### Бельгийско-нидерландская война
После подписания договора в Нидерландах возникли мятежные настроения. Виллем I воспротивился решению Лондонской конференции и 2 августа 1831 года вошел в Бельгию со своими войсками.
2 августа нидерландская армия перешла границу у Поппеля в Брабанте. 3 августа голландская армия численностью 11000 человек захватили Турнхаут, а на следующий день и Антверпен. До 12 августа бельгийская оборона проигрывала на всех фронтах, нидерландцы подошли к Лёвену. Казалось, новое королевство потеряло приобретенную независимость. Конституция запрещала присутствие чужих армий на территории Бельгии без согласия парламента, но несмотря на это, Леопольд I принял 8 августа решение впустить французскую армию. 50-тысячная армия маршала Жерара отправилась в путь 9 августа.
Однако до сражений французов с нидерландскими войсками дело не дошло. Лондонской конференцией было сделано заявление королю Виллему о желательности прекращения военных действий. Король Виллем I принуждён был согласиться и распорядился о выводе нидерландских войск из Бельгии. Вслед за тем оставила Бельгию и французская армия.
Однако нидерландские войска продолжали занимать цитадель Антверпена. На основании трактата 15 ноября 1831 года Франция и Великобритания решились принудить войска генерала Шассе, засевшего в крепости, сдать её Бельгии. 20 ноября 1832 года у Антверпена появилась французская армия Жерара. После более чем месячной осады 31 декабря 1832 года нидерландцы передали цитадель бельгийцам.

### Окончательный договор 1839 года

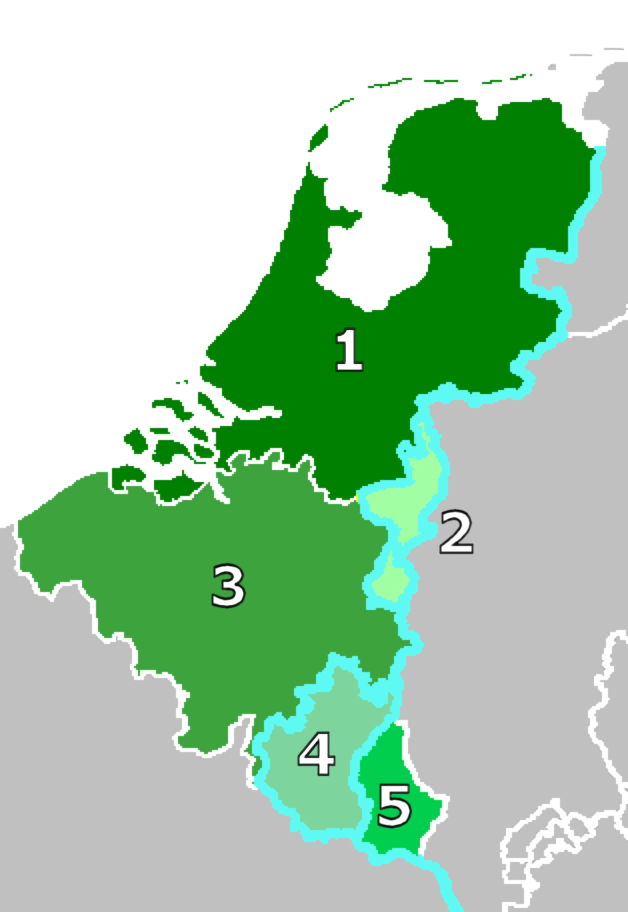
Раздел территорий после 1839 года: Нидерланды (1) и Герцогство Лимбург (2), Бельгия (3) и провинция Люксембург (4), Великое Герцогство Люксембург (5)

Во время Десятидневной кампании Бельгия осознала свою слабость, а Нидерланды — политическую изоляцию. Хотя договор был подписан уже в 1831 году, Виллем долгое время отрицал независимость Бельгии. В 1839 году Виллем I неожиданно подписал договор, но теперь уже Бельгия была против, так как не желала терять часть завоеванных территорий. Лондонская конференция, однако, заставила бельгийцев принять условия.
С подписанием договора 1839 года Объединённое королевство Нидерландов официально перестало существовать. Провинция Лимбург была поделена между государствами: западная часть осталась во владении Бельгии, восточная, включая Маастрихт, была возвращена Нидерландам. В 1839—1866 годах с политической точки зрения данная территория являлась Герцогством Лимбург в составе Германского союза, находящимся в личной унии с Нидерландским королевством. Великое Герцогство Люксембург, потерявшее 2/3 своих территорий, также управлялось Германским союзом в личной унии с Нидерландами. В 1890 году Люксембург также стал независимым государством. Самая северная часть Фландрии (Зеландская Фландрия) вновь отошла Нидерландам, Южная Фландрия досталась Франции.
Помимо территориального раздела, договор гарантировал свободный доступ Бельгии к порту Антверпена и железнодорожную связь с Рурской областью через Восточный Лимбург. Все жители Бельгии и Нидерландов имели право самостоятельно выбирать гражданство. Также Нидерланды отказались от трети долгов, которые должна была вернуть Бельгия.

## Последствия

### Экономические последствия для Бельгии
Экономические последствия революции для Бельгии были плачевны: в 1829 году важный индустриальный город Гент перерабатывал 7,5 миллионов кг хлопка, в то время как в 1832 году — только 2 миллиона. Из-за отделения от Нидерландов большинство рабочих потеряли работу, а размер заработной платы для оставшихся рабочих уменьшился на 70 % от зарплаты 1829 года. Судооборот Антверпенского порта составлял в 1829 году 1028 судов и 129 тыс. тонн груза, в два раза больше, чем Роттердам и Амстердам вместе взятые. В 1831 году в порт вошли лишь 398 судов, а торговля с Ост-Индией полностью была прекращена.
В железнодорожном строительстве, напротив, произошёл рост. В 1835 году между Брюсселем и Мехеленом была построена одна из первых железных дорог в Европе. Позже железнодорожное сообщение в Бельгии стало одним из самых развитых в мире.
В целом экономическая ситуация в Бельгии оставалась нестабильной. В июне 1832 года была введена в оборот новая валюта — бельгийский франк. В феврале 1835 года был основан Банк Бельгии.

Языковые сообщества сегодня: фламандское (желтый), французское (красный), немецкоязычное (синий)

### Языковая политика
В качестве противодействия языковой и школьной политике Виллема I, который поощрял обучение нидерландскому языку, в Бельгии было решено закрыть все государственные школы. Лишь франкоязычные университеты Гента и Льежа способствовали образованию новой франкоговорящей элиты. В результате в 1900 году при отборе в армию количество неграмотных среди бельгийцев составляло 10,1 %, в то время как в Нидерландах всего 2,3 % , а во Франции — 4,7 %.
Языковой конфликт лишь усугублялся со временем. В противовес нидерландскому языку как основному в Нидерландах, в Бельгии стали особо выделять французский язык. Даже во Фландрии на нидерландском преподавали лишь в начальной школе, в более старших классах занятия шли на французском языке.